# Ghiacciaio Garrard
Il ghiacciaio Garrard è un ghiacciaio tributario lungo circa 20 km situato sulla costa di Shackleton, all'interno della regione sud-occidentale della Dipendenza di Ross, nell'Antartide orientale. Il ghiacciaio, il cui punto più alto si trova a circa 2600 m s.l.m., fluisce verso nord-est partendo da un nevaio situato tra i monti Kirkpatrick e il Lockwood, e scorrendo tra i colli Morrison, a sud, e il versante meridionale del monte Kurlak, a nord, fino a unire il proprio flusso a quello del ghiacciaio Beardmore poco a nord del ghiacciaio Hewson.

## Storia
Sembra che i membri della spedizione Terra Nova, condotta dal 1910 al 1913, abbia assegnato il nome "ghiacciaio Garrard" alla formazione che nel 1908 era stata chiamata "ghiacciaio Bingley" dalla spedizione Nimrod (conosciuta anche come spedizione antartica britannica 1907-09), condotta dal 1907 al 1909 e comandata da Ernest Henry Shackleton. L'area fu in seguito esplorata dalla squadra settentrionale di una spedizione neozelandese di ricerca antartica svolta nel 1961-62, i cui membri riapplicarono il nome di "Bingley" all'attuale ghiacciaio Bingley, ripristinando le priorità, e assegnarono il nome di "Garrard" all'attuale ghiacciaio Garrard, fino ad allora rimasto senza nome, in onore di Apsley Cherry-Garrard, uno zoologo che aveva preso parte alle spedizione Nimrod.